# 正七品
正七品是中国、朝鮮、越南、琉球古代官位的一个级别，属于次于從六品、高于從七品的官员，在多数朝代为县级的官员。县令（知县）俗称七品芝麻官。

## 中國

### 魏晋南北朝
- 中书省通事舍人、县令、中书舍人，关中侯・关外侯（晋宋齐）；汤沐食侯（梁陈）

### 隋
- 州录事参军事，十二卫司马

### 唐朝

#### 文武官
- 正七品上：四门博士、詹事司直、左右千牛卫长史、军器监丞、中县令、亲勋翊卫队正、亲勋翊卫副队正、中镇将
- 正七品下：内寺伯、诸仓/诸冶/司竹/温汤监、诸卫左右中候、上府别将/司史、上镇副、下镇将、下牧副监

#### 女官
- 御女、昭训（内命妇）
- 典记、典言、典簿、典闱、典籍、典乐、典宾、典赞、典宝、典衣、典饰、典仗、典膳、典酝、典药、典饎、典设、典舆、典苑、典灯、典制、典珍、典计

#### 散官
- 正七品上：朝请郎、致果校尉
- 正七品下：宣德郎、致果副尉、怀化中侯

#### 勋
- 云骑尉

### 宋
- 殿中侍御史，左、右司谏，尚书诸司员外郎，侍讲，直龙图阁、天章阁、宝文阁，开封府司录参军事，枢密副承旨，枢密院诸房副承旨，武功至武翼大夫，成全、平和、保安大夫，翰林良医，太子侍读、侍讲，两赤县令
- 云骑尉
- 朝请郎、宣德郎、致果校尉、致果副尉

医散阶：成全大夫、保和大夫、保安大夫、翰林良医

### 金
- 下府推官、州同知、中县县令

### 元
- 中书省都事、上州判官、中县达鲁花赤、中县县令

### 明朝

#### 文武官
- 中书省：都事、检校、断事、经历、考功郎
- 工部营缮所：所正
- 大理寺：评事
- 太常寺：典簿
- 都察院：都事、监察御史
- 六科：都给事中
- 通政司：经历
- 翰林院：编修
- 行人司：司正
- 钦天监：监副、官正
- 上林苑监：左右监丞、典署
- 五城兵马指挥司：副指挥
- 王府长史司：审理副
- 提刑按察使司：经历
- 留守司：都事、副断事
- 都指挥使司：都事、副断事
- 千户所：总旗官
- 安抚司：佥事
- 地方官：府推官、知县

#### 女官
- 尚宫局：司记司典记、司言司典言、司薄司典簿、司闱司典闱
- 尚仪局：司籍司典籍、司乐司典乐、司宾司典宾、司赞司典赞
- 尚服局：司宝司典宝、司衣司典衣、司饰司典饰、司仗司典仗
- 尚食局：司膳司典膳、司酝司典酝、司药司典药、司饎司典饎
- 尚寝局：司设司典设、司舆司典舆、司苑司典苑、司灯司典灯
- 尚功局：司制司典制、司珍司典珍、司彩司典彩、司计司典计
- 宫正司典正

#### 散官
- 升授阶：文林郎、宣议郎
- 初授阶：承事郎

### 清朝

#### 文武官
- 翰林院编修、通政使司知事、通政使司经历、大理寺左右评事、太常寺博士、太常寺满洲读祝官、太常寺典簿、国子监监丞、内阁典籍、皇史宬尉、太仆寺满主簿、部院寺内务府司库、七品笔帖式、中书
- 兵马司副指挥
- 京县县丞、知县、按察司经历、京府儒学满汉教授、京府儒学训导、外府教授、京城巡城御史
- 把总、安抚使司、佥事、长官司副长官

#### 散官
- 文林郎、宣义郎、恩骑尉、武信骑尉

## 琉球

### 琉球國（第二尚氏）

#### 文武官
承事郎、里之子亲云上